# Skogssandjägare
Skogssandjägare (Cicindela sylvatica) är en skalbagge i familjen jordlöpare (Carabidae).  

## Kännetecken
Mörk med bronsaktig glans och gulaktiga fläckar. Längd 14–20 mm. Buken är blåglänsande. Den har kraftiga käkar som den fångar sitt byte med. Skogssandjägaren är ganska lik brun sandjägare men mörkare och något större. De gula fläckarna är mindre. 

## Utbredning
Ganska vanlig på torra sandiga tallhedar och ljungmarker i hela Sverige. Finns även i stora delar av Centraleuropa.